# Tympanogaster darlingtoni
Tympanogaster darlingtoni är en skalbaggsart som beskrevs av Perkins 2006. Tympanogaster darlingtoni ingår i släktet Tympanogaster och familjen vattenbrynsbaggar. Inga underarter finns listade i Catalogue of Life.